# Cotia
Cotia är en stad och kommun i Brasilien som ligger i delstaten São Paulo. Staden är belägen vid Cotiafloden och ingår i São Paulos storstadsområde. Folkmängden uppgick år 2014 till cirka 225 000 invånare i hela kommunen. Cotia grundades runt 1700 och fick administrativa rättigheter som vila den 2 april 1856. Den 19 december 1906 blev Cotia en egen kommun.

## Administrativ indelning
Kommunen var år 2010 indelad i två distrikt:
- Caucaia do Alto
- Cotia